# Эксурбанизация

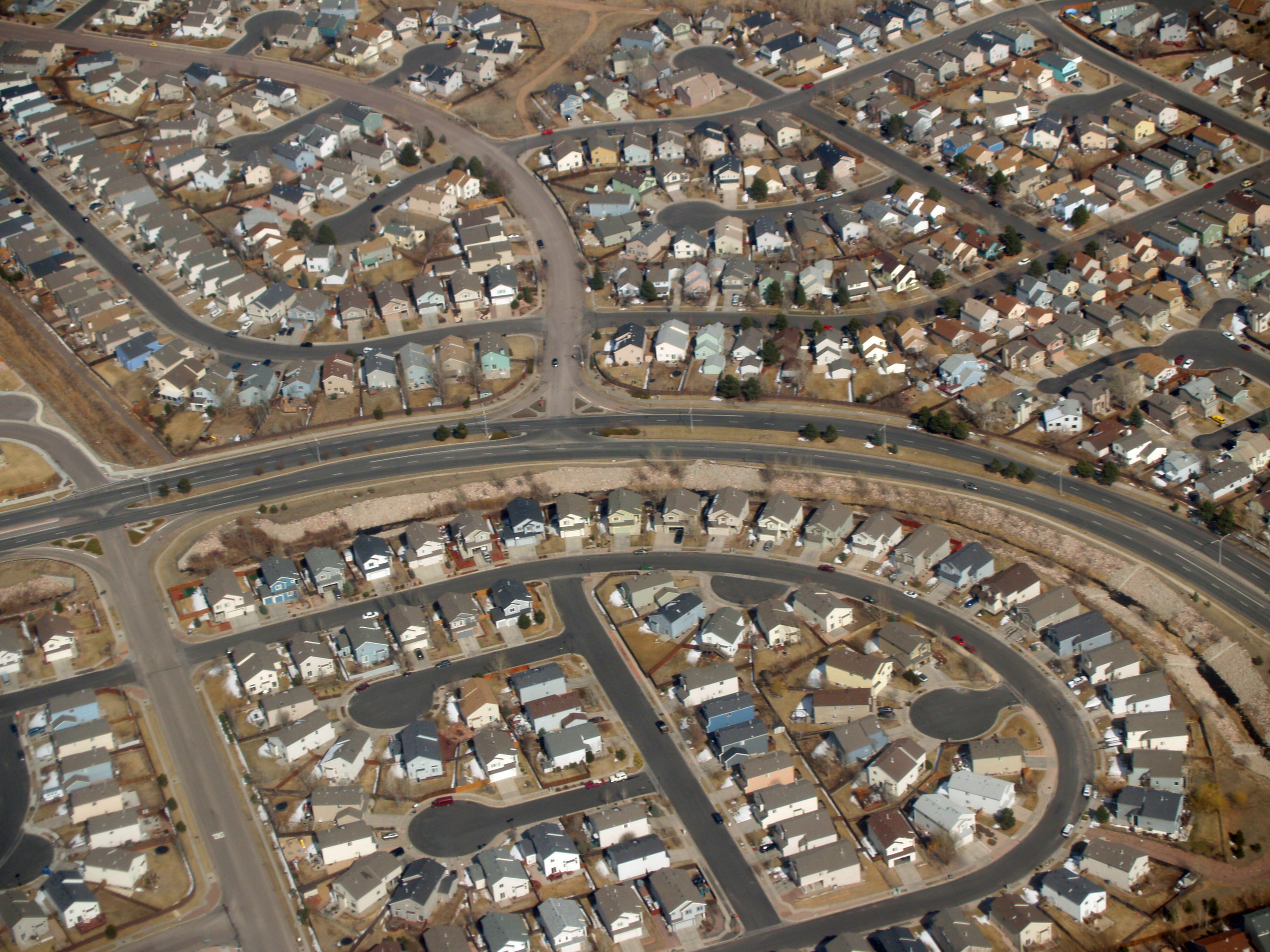
Пригород Колорадо Спрингс, США

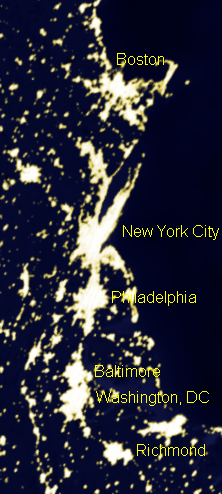
Мегаполисы США ночью

Эксурбанизация — современное городское явление, которое проявляется в разрастании районов города, создании новых районов (чаще всего пригородных районов с низкой плотностью населения) и переезде горожан в сельскую местность недалеко от города, превращении сельской местности в городскую (посёлки городского типа, вынос промышленных предприятий за пределы городов).

## Отличие от урбанизации
В отличие от урбанизации, этот термин также затрагивает социальные и экологические последствия, связанные с разрастанием городов. В Европе также существует термин французского происхождения «периурбанизация» (англ.), означающий разрастание пригородных районов. Однако Европейское агентство по окружающей среде использует понятие «эксурбанизация» в обоих случаях.

## Недостатки
У этого явления есть недостаток — властям разросшихся городов нужны большие суммы денег для развития инфраструктуры в спальных районах и предоставления коммунальных услуг гражданам.

## Плотность населения
Плотность населения уменьшается ближе к пригородам потому, что здания на окраинах городов часто бывают разделены большими газонами или парковками. Площадь города растет быстрее, чем население. В некоторых случаях прирост населения на 1 % или 2 % может привести к увеличению площади на 30 %.
Обычно районы с развитой инфраструктурой расположены только в центре, поэтому у жителей пригородных районов есть автомобили.
Ещё одна причина покупки автомобилей — расписание и маршруты общественного транспорта часто не подходят для людей, живущих в пригородных районах. Общественный транспорт непопулярен в таких районах, где пассажиров недостаточно, а количество необходимых маршрутов будет слишком высоким.

## Размеры и планировка зданий
Дома, построенные в новых районах, зачастую больше по размеру, чем дома в старых районах. Дороги и автостоянки больше и шире, чем в центре города.
Здания обычно типовые и могут быть одинаковыми в разных районах.

## Примеры
В мире существует множество примеров эксурбанизации. Прежде всего, это города в Соединённых Штатах, такие, как Атланта, Хьюстон, Лос-Анджелес, Филадельфия, Финикс и Вашингтон (округ Колумбия).
Крупнейший мегаполис в Соединенных Штатах — город Нью-Йорк, площадь которого составляет 8 684 км².

Считается, что городом с самой низкой плотностью населения является Атланта с населением 5 249 121 человек и площадью 5084 км². Таким образом, плотность населения Атланты составляет всего 1032 жителя/км².
В современной России темпы роста миграции за административную черту городов невелики, базовой моделью использования загородного жилья остаются дачи как второе и/или сезонное жилье, в качестве признака высокого социального статуса преобладает городское «элитное» жильё, а не загородные коттеджи. При этом пригородные поселения становятся местом расселения иммигрантов и мигрантов из сельской местности, а также зоной вынужденного расселения горожан, вытесненных из престижных городских районов в результате реконструкций либо экономической неустроенности. Существенным ограничивающим фактором для развития эксурбанизации в России является низкая транспортная доступность дачных поселков (основного варианта второго жилья), а также неразвитые коммунальная и социальная инфраструктуры.